# Neoempheria propinqua
Neoempheria propinqua är en tvåvingeart som först beskrevs av de Meijere 1907.  Neoempheria propinqua ingår i släktet Neoempheria och familjen svampmyggor. Inga underarter finns listade i Catalogue of Life.